# 楢崎正也
楢崎 正也（ならさき まさや、1930年（昭和5年） - ）は、日本の建築学者。大阪大学名誉教授。

## 経歴
- 大阪大学工学部卒業、同大学院博士課程中退
- 1965年 一級建築士資格を取得。以来、建築環境工学、特に空気環境に関する教育・研究に従事
- 1981年 大阪大学工学部教授に就任
- 1994年-2001年 摂南大学工学部 特任教授
- 1996年-2000年 日本マンション学会 会長
- 1996年-2001年 大阪府建築士審査会 会長
- 2000年-2004年 大阪地方裁判所及び簡易裁判所 調停委員
- 1994年-現在 大阪大学名誉教授
- 2001年-現在 株式会社エコトータルプランニング 代表取締役社長

社団法人日本建築学会環境工学委員会空気環境運営委員会、NPO法人日本健康住宅協会空気環境部会などに参画。

### 受賞
- 1977年-日本建築学会賞（論文）「室内空気清浄化に関する一連の研究」[1]
- 2017年-日本建築学会大賞「室内空気浄化・換気設計に関する研究と空気環境教育による社会への貢献」[1]

### 科学研究費
- 1986年度-1988年度 「市街地住宅の換気計画に関する研究」[2]（大阪大学）
- 1997年度-1999年度 「大災害を想定した分譲マンションの危機管理と復興再生時の合意形成に関する総合的研究」[3]（摂南大学）

## 著作
- 阪神・淡路大震災によるマンションのライフライン被害と住民の対応(シリーズ【災害と生活環境】) 『人間と生活環境』5巻1号 人間生活環境系学会、1997年7月[4]
- 『住まいのエコ・トータルプラン』 海青社、2006年
- 『におい―基礎知識と不快対策・香りの活用』 オーム社、2010年